# Land van Altena
Het Land van Altena is een historische landstreek en voormalige heerlijkheid in het noorden van Noord-Brabant. Het gebied wordt in het noorden begrensd door de Afgedamde Maas en de Boven-Merwede, in het westen door de Biesbosch en in het zuiden door de Bergsche Maas en in het zuidoosten door het Land van Heusden. De hele streek maakte vroeger deel uit van de Groote of Hollandsche Waard.
Plaatsen in dit gebied zijn Andel, Giessen, Rijswijk, Woudrichem, Uitwijk, Waardhuizen, Almkerk, Sleeuwijk, Nieuwendijk, Werkendam, Hank, Vierbannen en Dussen. De centrale stad van het gebied is Woudrichem.

## Geschiedenis

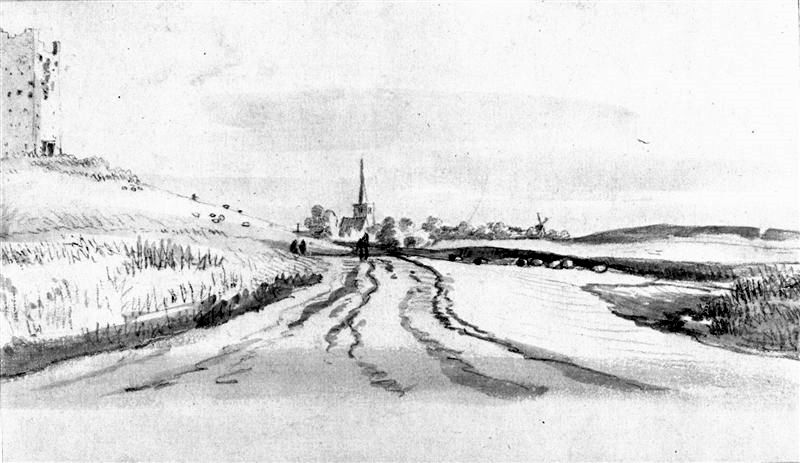
Ruïne van kasteel Altena bij Almkerk, tekening van Roelant Roghman, 1647

De naam Altena lijkt van topografische oorsprong te zijn. In een oorkonde uit 966 wordt gesproken over een hoeve in comitatu Testrebatensi super fluvio Huoltena, in het graafschap Teisterbant boven de rivier Huoltena, met als betekenis waarschijnlijk Hout-water. Vanaf 1198 vindt men de vormen Holtena, Outhena, Authena, Houtena, Hautenay, Houtenna, Outhana, Othenay, Althena en Altena. Of en hoe er een verband was met het graafschap Altena in Westfalen is niet duidelijk.
De zetel van de heren van Altena was het kasteel Altena te Almkerk, een vroegmiddeleeuws mottekasteel dat volgens bodemonderzoek tot de 9e eeuw terugging.
In de 12e eeuw gaan Dirk II van Altena met zijn zoon Boudewijn op kruistocht met graaf Floris III van Holland. Boudewijns zoon Dirk III sterft kinderloos en de heerlijkheid Altena gaat over naar zijn zwager Willem van Horne. De Heren van Horne noemen zich sindsdien ook Heer van Altena.
Het uiterst westelijke deel van de Bommelerwaard bestond omstreeks 1200 uit een aantal eilanden die gescheiden werden door kreken. In 1264 werd het gebied door Willem II van Horne, Heer van Altena, in bruikleen gegeven aan de cisterciënzerabdij van Villers. De monniken trokken zich In 1333 terug, wat bleef was het 13e-eeuwse ontginningspatroon en de naam Munnikenland.
In 1332 komt het leenheerschap onder de graven van Holland. Na de dood van Gerard van Horne bij de slag bij Stavoren in 1345 ging het land van Altena over op Willem V van Horne. Deze Willem stierf waarschijnlijk al snel in 1357 met een pasgeboren zoon als erfgenaam. Echter, twee maanden voor zijn dood was hij geen heer van Altena meer, omdat dit was ontnomen door zijn jongere broer Dirk Loef van Horne. Deze werd op 3 april 1357 door de hertog Willem van Beieren beleend met het heerschap over Altena en Munnikenland.
Het westelijkste eiland van Munnikenland werd Milites Insula Artusii genoemd, ofwel het Eiland van Ridder Artus. Door Dirk Loef werd hier in 1358-1375 het Slot Loevestein gebouwd.
Na elf jaar verloor Dirk Loef zijn leen. Door toedoen van de nieuwe hertog van Holland, Albrecht werd het teruggegeven aan zijn neef Willem VII van Horne. Het slot bleef wel zijn eigendom, maar hij mocht het niet aan anderen dan aan de heer van Altena verkopen.
Na de dood van Filips van Montmorency, graaf van Horne (1568) kwam het land in 1589 aan de Staten van Holland.
Na de oprichting van de Bataafse Republiek kwam het in 1798 bij het Departement van de Dommel. Sedert de oprichting van het Verenigd Koninkrijk der Nederlanden in 1815 maakt het Land van Altena deel uit van de provincie Noord-Brabant, hoewel het gebied een sterk protestants karakter heeft.
De grens van het Land van Altena met het Land van Heusden is nog terug te vinden op de Maasdijk tussen Veen en Andel. Daar staan twee grenspalen opgespeld, de zogenaamde "kaaipalen" uit 1765. Hierop staan de symbolen van het Land van Altena (twee vissen) en die van het Land van Heusden (een wagenrad) afgebeeld.
Het gebied was sterk geïsoleerd en zowel Zuid-Holland als Noord-Brabant waren slechts met pontveren te bereiken. In 1931 kwam de Brug bij Keizersveer tot stand en in 1961 werd de brug bij Gorinchem geopend, terwijl er reeds in 1904 een vaste oeververbinding tot stand kwam bij Giessen, waar de Maas werd afgedamd. In hetzelfde jaar werd de Bergsche Maas gegraven, en sinds die tijd spreekt men van het Land van Heusden en Altena, dat de benedendorpen van het Land van Heusden omvat, alsmede het Land van Altena.

## Lijst van heren van Altena
| Periode                                  | Naam               | Opmerkingen                                                                                               |
| ---------------------------------------- | ------------------ | --- |
| voor 1143 - na 1172                      | Dirk I             | Mogelijk uit het huis van de heren van Uitwijk                                                            |
| na 1172 - na 1189                        | Dirk II            | Zoon |
| na 1189-1200                             | Boudewijn          | Zoon; getrouwd met Margaretha van Born; heer van Altena en Brustem                                        |
| 1200-1236/46                             | Dirk III           | Zoon; heer van Altena, Kortessem, Brustem, Waalwijk, Weerden, Muiden, Hedel, Baarle, Meeuwen, Drunen etc. |
| 1236/46-1264                             | Willem I van Horne | Zwager; getrouwd met Heilwig van Altena                                                                   |
| Zie verder: Lijst van heersers van Horne |                    | |